# Daoukro (underprefektur)
Daoukro är en underprefektur i Elfenbenskusten. Den ligger i departementet med samma namn, i den östra delen av landet, 160 km öster om huvudstaden Yamoussoukro. Underprefekturen hette Daoukro-Ouellé till 1966, då Ouellé styckades av och resten bytte namn.